# 13234 Natashaowen
13234 Natashaowen eller 1998 FC74 är en asteroid i huvudbältet som upptäcktes den 22 mars 1998 av LONEOS vid Anderson Mesa Station. Den är uppkallad efter Natalya Cherkassova Owen.
Asteroiden har en diameter på ungefär 4 kilometer.